# 格里尼翁
格里尼翁，是西班牙马德里自治区的一个市镇。总面积17平方公里，总人口5968人（2001年），人口密度351人/平方公里。